# Sara Paxton
Pour les articles homonymes, voir Paxton.
 (janvier 2018).
Si vous disposez d'ouvrages ou d'articles de référence ou si vous connaissez des sites web de qualité traitant du thème abordé ici, merci de compléter l'article en donnant les références utiles à sa vérifiabilité et en les liant à la section « Notes et références ».
Sara Paxton, est une actrice et chanteuse américaine, née le 25 avril 1988 à Woodland Hills, Los Angeles.

## Biographie
Sara Paxton apparaît pour la première fois sur le petit écran dans des spots publicitaires et endosse le rôle d'une écolière ainsi que d'une camarade de classe lors d'une fête dans le film Menteur, menteur alors qu'elle n'a que 8 ans, en 1997.
Sara Paxton sort diplômée du lycée El Camino Real High School de Woodland Hills (Los Angeles) en 2006.

### Famille
La mère de Sara Paxton, Lucia, dentiste, née juive mexicaine, est originaire de Monterrey, une commune du Mexique. Son père, Steve, dentiste également, est né à Los Angeles, aux États-Unis. Il a des origines anglaises, irlandaises, écossaises et françaises. Il s'est converti au Judaïsme en épousant la mère de Sara,.
Sara est donc bilingue en anglais et en espagnol.
Elle est la cousine de l'acteur Bill Paxton du côté de son père.

### Carrière
Dans la série Summerland, elle joue le rôle de Sarah, une des petites amies de Bradin au début de la saison 1.
En 2006, elle interprète le rôle principal du film Aquamarine aux côtés de JoJo et de la comédienne Emma Roberts.
Elle a commencé à se faire véritablement connaître du grand public dans le film d'horreur La Dernière Maison sur la gauche dans le rôle de Mari Collingwood. Elle continue a œuvrer dans le film d'horreur en tenant le rôle principal de The Innkeepers, un drame fantastique à petit budget de Ti West qui ne passe pas inaperçu, puis de Shark 3D, un ' film de requins' que la critique accueille fraichement.
En 2012, elle incarne « la bouchère aux yeux bleus » relatant l'histoire vraie de Susan Wright dans le film 193 coups de folie,.
Elle apparaît en 2018 dans le film biographique The Front Runner dans le rôle de Donna Rice.

### Vie privée
En 2018, Sara Paxton se fiance à l'acteur américain Zach Cregger.

## Filmographie

### Films
- 1997 : Menteur, menteur (Liar Liar) de Tom Shadyac : une enfant à la fête et à l'école
- 1997 : You're Invited to Mary-Kate & Ashley's Christmas Party de Alan Julian : Patty
- 1998 : Le Cygne du destin (en) (Music from Another Room) de Charlie Peters : Karen, jeune
- 1998 : Soldier de Paul W. S. Anderson : Angie
- 1999 : Durango Kids (en) de Ashton Root : Hillary
- 2000 : Perfect Game (en) de Dan Guntzelman : Sydney
- 2004 : Pyjama Party (Sleepover) de Joe Nussbaum (en) : Staci
- 2006 : Aquamarine de Elizabeth Allen : Aquamarine
- 2007 : Miss Campus (Sydney White) de Joe Nussbaum (en) : Rachel
- 2008 : Super Héros Movie (Superhero Movie) de Craig Mazin : Jill Johnson
- 2009 : La Dernière Maison sur la gauche (The Last House on the Left) de Dennis Iliadis (en) : Mari
- 2011 : The Innkeepers de Ti West : Claire
- 2011 : Shark 3D (Shark Night 3D) de David Richard Ellis : Sara
- 2011 : Enter Nowhere (en) de Jack Heller : Jody
- 2012 : Static (en) de Todd Levin : Rachel
- 2013 : Liars All de Brian Brightly : Katie
- 2013 : Cheap Thrills de E. L. Katz (en) : Violet
- 2013 : Love and Air Sex (en) de Bryan Poyser (en) : Kara
- 2014 : Boys of Abu Ghraib (en) de Luke Moran (en) : Peyton
- 2014 : All Relative de J. C. Khoury (en) : Grace
- 2016 : Happily Ever After de Joan Carr-Wiggin : Sarah Ann
- 2016 : Sundown de Fernando Lebrija : Lina Hunter
- 2018 : The Front Runner de Jason Reitman : Donna Rice
- 2022 : Blonde d'Andrew Dominik : Miss Flynn
- 2022 : Barbare (Barbarian) de Zach Cregger : Megan / l'assistante au téléphone / la voix-off de la vidéo sur l'allaitement
- 2025 : Évanouis (Weapons) de Zach Cregger : Erica

### Courts-métrages
- 1998 : Tunnel Vision de David Kiang : Shauna
- 2001 : The Ruby Princess Runs Away de Jahnna Beecham : Princesse Sabrina
- 2003 : Haunted Lighthouse (en) de Joe Dante : Ashley
- 2012 : The Carlton Dance pour Funny or Die[5],[6]
- 2016 : Three Women de Alex Beh : Kathy

### Télévision

#### Téléfilms
- 2000 : Geppetto (en) de Tom Moore (en) : Featured
- 2001 : Hounded (en) de Neal Israel : Tracy Richburg
- 2002 : Generation Gap de Wil Shriner (en) : rôle inconnu
- 2004 : Mr. Ed de Michael Spiller : Amanda Pope
- 2006 : Les Sorcières d'Halloween 4 (Return to Halloweentown) de David Jackson : Marnie Piper / Aggie Cromwell, jeune
- 2007 : La Spirale infernale (The Party Never Stops: Diary of a Binge Drinker) de David Wu : Jessie Brenner
- 2012 : 193 coups de folie (Blue-Eyed Butcher) de Stephen T. Kay : Susan Wright
- 2013 : Chante, danse, aime (Lovestruck: The Musical) de Sanaa Hamri : Mirabella Hutton
- 2014 : Mi$Match de Austyn Jeffs : Kate - également scénariste

#### Séries télévisées
- 1996 : Small Talk (jeu télé) : participante #1 (10 épisodes)
- 1997 : Infos FM (NewsRadio) : Sara (saison 3, épisode 19)
- 1999 : Working (en) : Amanda Baines (saison 2, épisode 13)
- 1999 : Bob l'éponge (SpongeBob SquarePants) : Plusieurs personnages (animation, voix originale - plusieurs épisodes)
- 1999 : Passions : Sheridan, jeune (saison 1, épisode 14)
- 1999 : Action : Georgia Dragon (saison 1, épisodes 1 et 7)
- 2000 : Beyond Belief: Fact or Fiction (en) : une fille
- 2001 : Lizzie McGuire : Holly (saison 1, épisode 9)
- 2002 : Les Experts (CSI) : Jody Bradley (saison 2, épisode 15)
- 2002-2003 : Greetings from Tucson : Sarah Tobin (5 épisodes)
- 2003 : Les Experts : Miami : Lana Walker (saison 2, épisode 4)
- 2004 : Malcolm (Malcolm in the Middle) : Angela Pozefsky (saison 5, épisode 14)
- 2004 : Will et Grace : Melanie (saison 6, épisode 21)
- 2004- 2006 : Darcy : Darcy Fields (rôle principal, 33 épisodes)
- 2004 : Summerland : Sarah Borden (5 épisodes)
- 2004 : Les Quintuplés (Quintuplets) : Chelsea (saison 1, épisode 17)
- 2006 : Pepper Dennis : April May / Chrissy Tyler (saison 1, épisode 6)
- 2006 : Skater Boys : Kayla Gordon (saison 1, épisode 1)
- 2008 : Les Sorciers de Waverly Place (Wizards of Waverly Place) : Millie (saison 1, épisode 18)
- 2009 : Jonas L. A. : Fiona Skye (saison 1, épisode 12)
- 2009 : The Beautiful Life : Raina Marrinelli (rôle principal, 5 épisodes)
- 2013 : Guys with Kids : Stacee (saison 1, épisode 15)
- 2014 : Holloway Heights : Isabelle (saison 1, épisode 4)
- 2014 : How to Get Away with Murder : Talia Lewis (saison 1, épisode 4)
- 2015 : Stalker : Isabelle Martin (saison 1, épisode 16)
- 2015 : Code Black : Sophie (saison 1, épisode 8)
- 2016 : Heartbeat (2 épisodes - saison 1, épisodes 5 et 10)
- 2016 : First Murder (Murder in the First) : Alicia Barnes (10 épisodes)
- 2017 : Twin Peaks : Candy Shaker (saison 3, épisode 4)
- 2024 : NCIS : Enquêtes spéciales : Amber Carnahan (saison 22, épisode 8)

## Voix françaises
En France, Sara Paxton n'a pas de voix régulière. Elle est tout de même doublée à deux reprises par Dorothée Pousséo (Summerland et Murder), Pauline de Meurville (Darcy et Code Black) ainsi que Marie-Eugénie Maréchal (Les Sorcières d'Halloween 4 et Super Héros Movie).
À titre exceptionnel, elle est doublée par de nombreuses comédiennes telles que : Airelle Carola dans Action, Laura Préjean dans Pyjama Party, Sybille Tureau dans Miss Campus, Noémie Orphelin dans La Dernière Maison sur la gauche, Marie Tirmont dans 193 coups de folie, Olivia Luccioni dans Chante, danse, aime, Helena Coppejans dans Les Boys d'Abou Ghraib (en), Aurélie Boquien dans First Murder, Barbara Kelsch dans Front Runner : Le Scandale, Juliette Poissonnier dans Good Girls, Jessica Jaouiche dans Barbare et Caroline Victoria dans Blonde.

## Discographie

### Albums
| Album information |
| --- |
| The Ups and Downs - Sortie : début 2007 sortie US - U.S. récompense : TBA - Position Chart : TBA - Singles : - 2006 : Here We Go Again (digital download) - 2007 : TBA |

### Singles
- 2005 : Here We Go Again

### Autres
- 2004 : Take A Walk (from Darcy's Wild Life OST)
- 2006 : Connected (from Aquamarine OST)
- 2006 : Can You Feel the Love Tonight (from DisneyMania 4)